# تپه تصفیه‌خانه ۷
تپه تصفیه خانه ۷ مربوط به دوران پارینه‌سنگی جدید است و در شهرستان کرمانشاه، بخش مرکزی، دهستان قره سو، ۲/۳ کیلومتری جنوب غرب روستای ده سواران واقع شده و این اثر در تاریخ ۲۶ اسفند ۱۳۸۷ با شمارهٔ ثبت ۲۵۶۹۱ به‌عنوان یکی از آثار ملی ایران به ثبت رسیده است.